# Placosphaerina myriospora
Placosphaerina myriospora är en svampart som först beskrevs av Narcisse Theophile Patouillard, och fick sitt nu gällande namn av René Charles Maire 1917. Placosphaerina myriospora ingår i släktet Placosphaerina, divisionen sporsäcksvampar och riket svampar.   Inga underarter finns listade i Catalogue of Life.